# Amphimoea walkeri
Amphimoea walkeri is een vlinder uit de familie pijlstaarten (Sphingidae). De soort komt voor van Mexico in het noorden tot het noorden van Argentinië in het zuiden. De spanwijdte is 147–164 mm.

## Synoniemen
- Amphonyx staudingeri Druce, 1888
- Cocytius magnificus Rothschild, 1894[2]

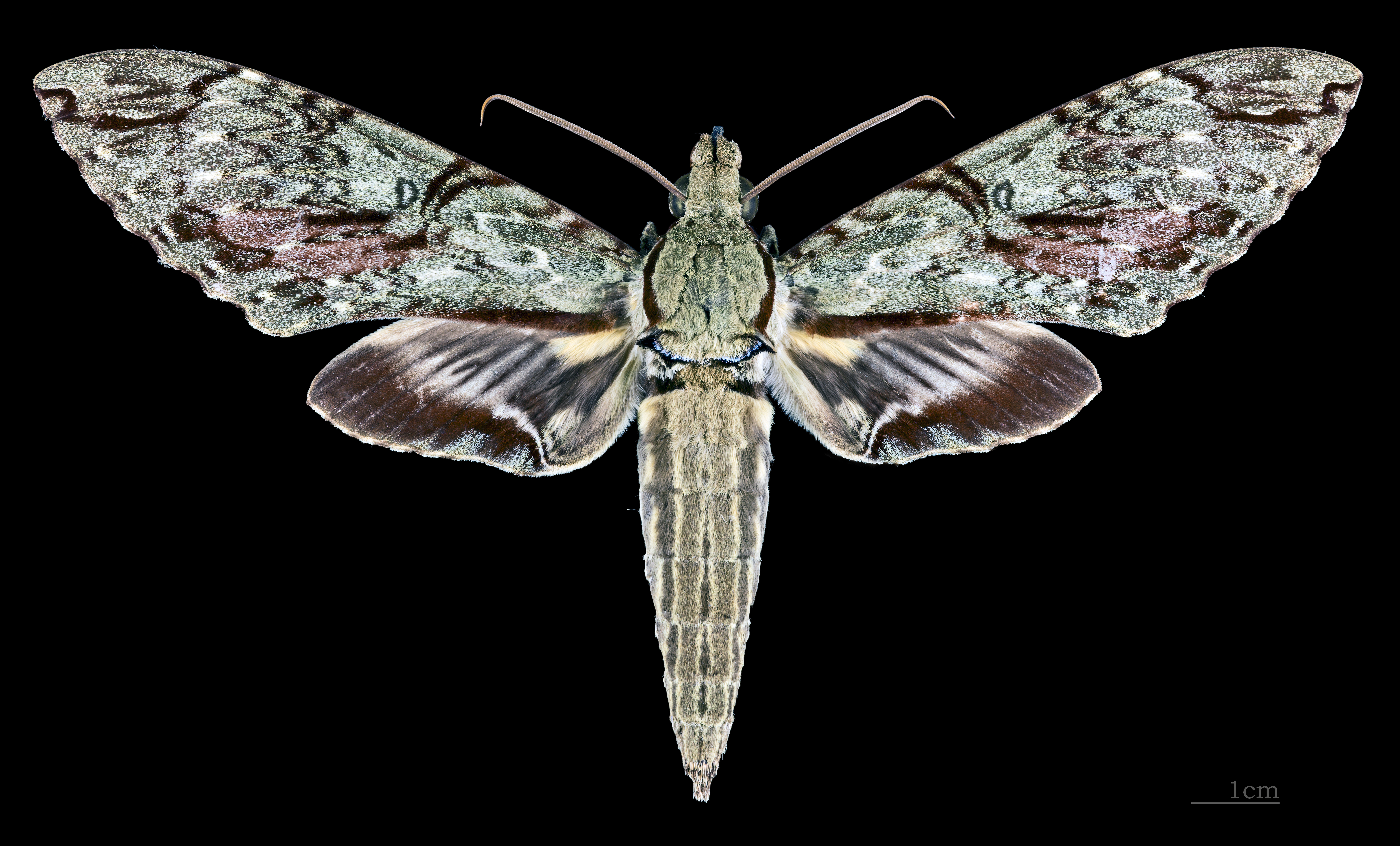
Amphimoea walkeri ♂
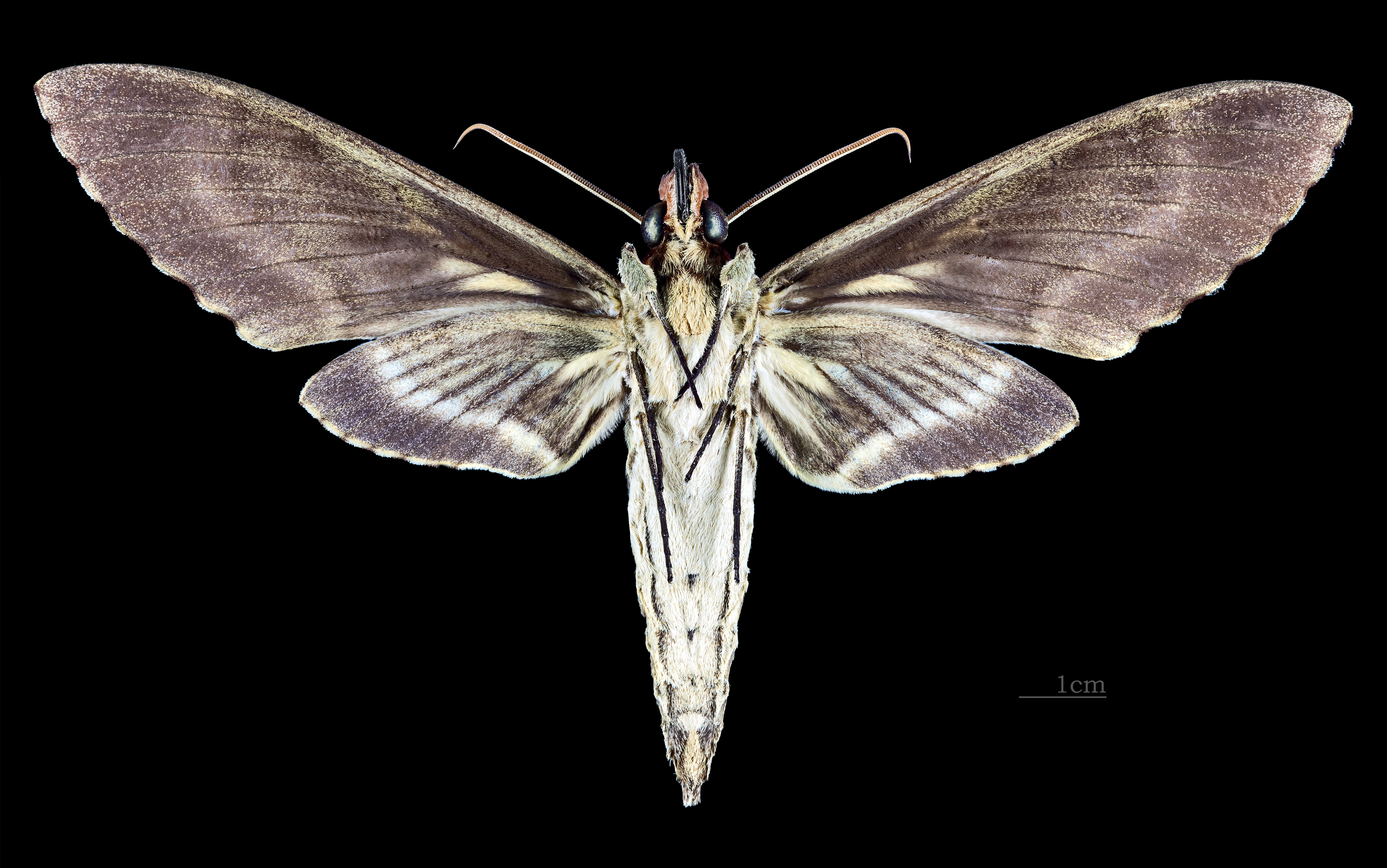
Amphimoea walkeri ♂  △
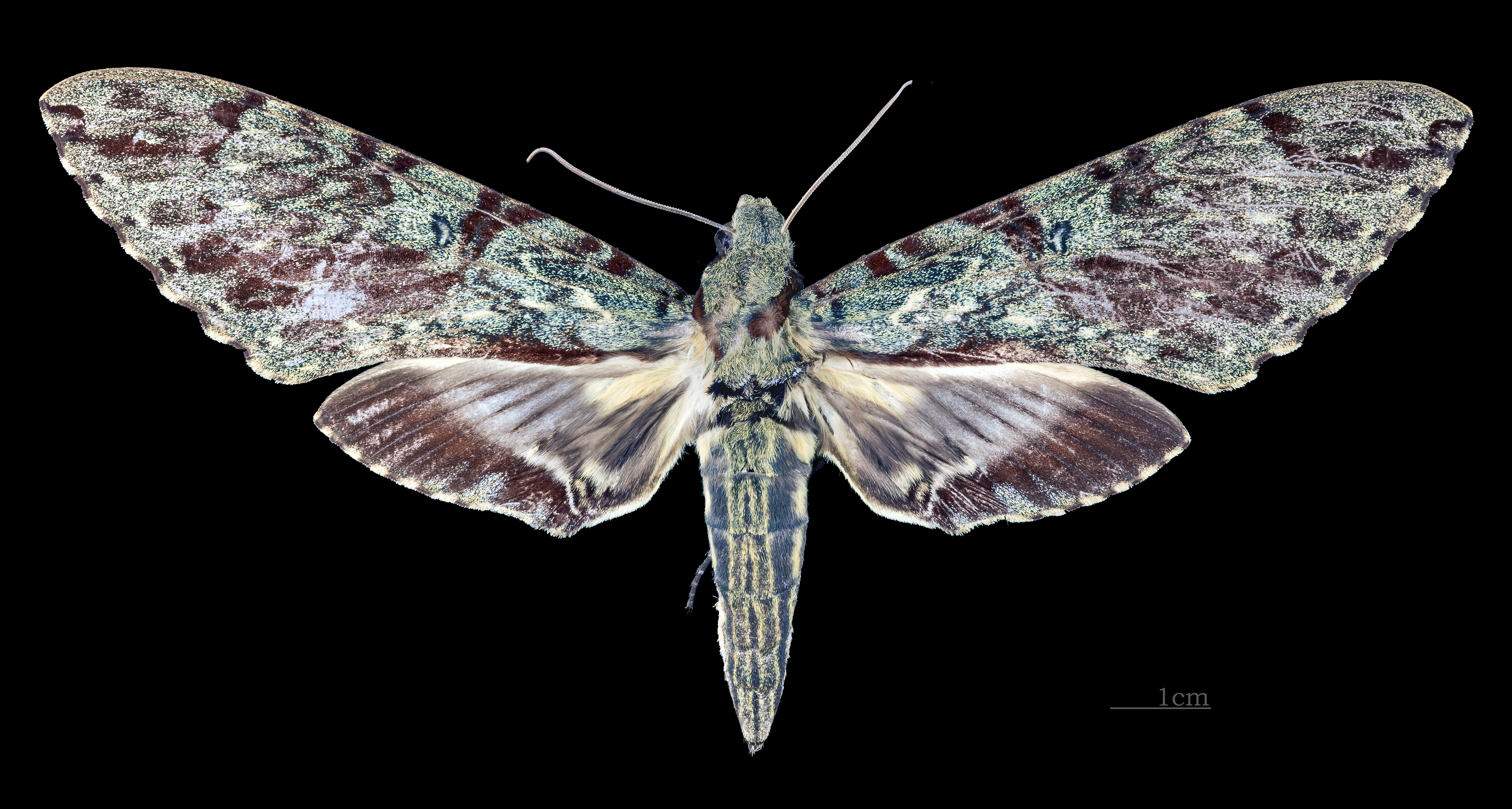
Amphimoea walkeri ♀
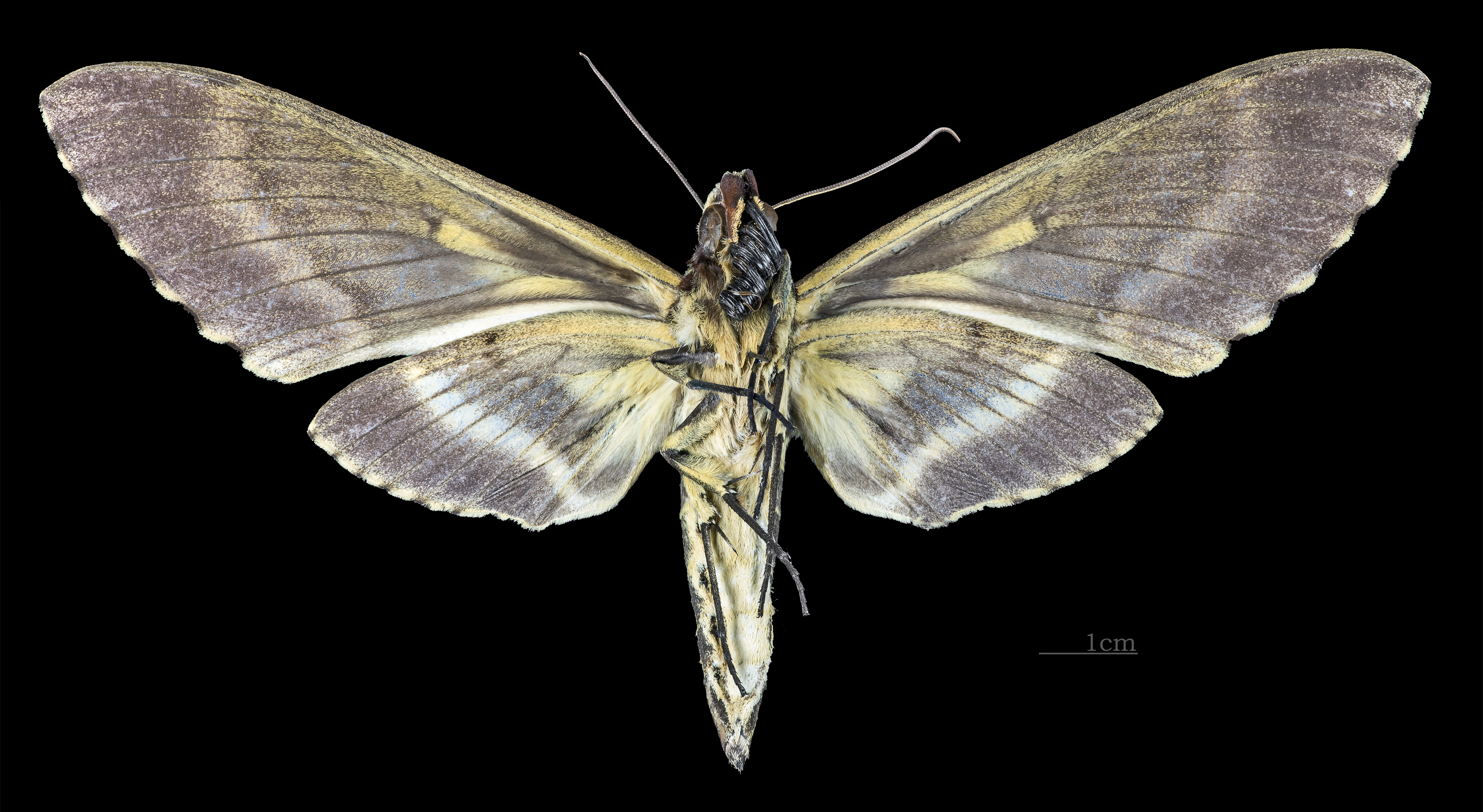
Amphimoea walkeri ♀ △